# روبرت سكوفيلد
روبرت سكوفيلد (بالإنجليزية: Robert Schofield)‏ هو شخصية أعمال بريطاني، ولد في 1952.